# 舍维耶尔
舍维耶尔（法語：Chevières，法語發音：[ʃəvjɛʁ]）是法国大東部大區阿登省的一个市镇，属于武济耶区。

## 地理
舍维耶尔（49°19'59"N, 4°53'58"E）面积6.17 平方千米，位于法国大東部大區阿登省，该省份为法国北部内陆省份，西接埃纳省，南至马恩省，东临默兹省，北与比利时接壤。
与舍维耶尔接壤的市镇（或旧市镇、城区）包括：尚皮尼厄勒、马尔克、圣朱万、瑟尼克、格朗普雷。

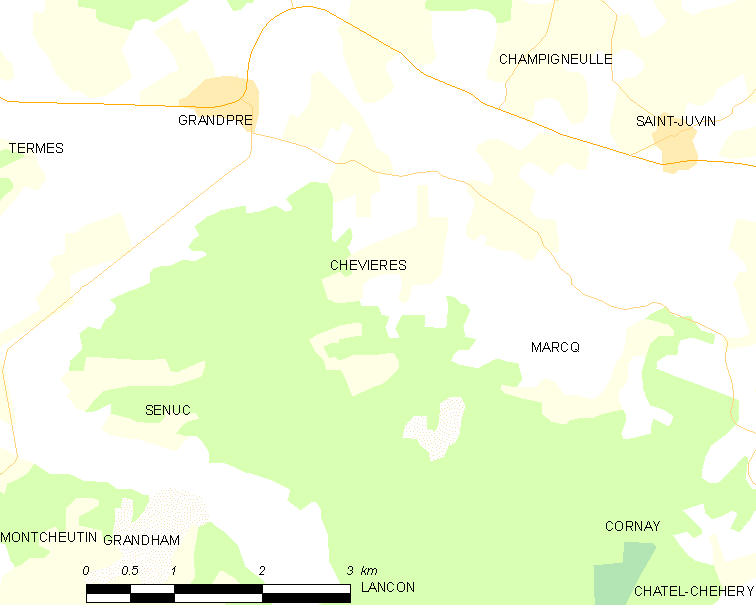
舍维耶尔的OSM定位图

舍维耶尔的时区为UTC+01:00、UTC+02:00（夏令时）。

## 行政
舍维耶尔的邮政编码为08250，INSEE市镇编码为08120。

## 政治
舍维耶尔所属的省级选区为阿蒂尼县。

## 人口

1962-2008年间舍维耶尔人口变化图示

舍维耶尔于2022年1月1日时的人口数量为46人。